# Александар Рејхенберг
Александар Рејхенберг (норв. Aleksander Reichenberg; Мора, 13. јун 1992 — 5. мај 2024) био је професионални норвешки хокејаш на леду који је играо на позицијама левокрилног нападача.
Био је члан сениорске репрезентације Норвешке за коју је на међународној сцени дебитовао на светском првенству 2017. године. 